# Lluvia de estrellas (programa de televisión)
Lluvia de estrellas fue un programa musical producido por Gestmusic emitido por Antena 3 entre el 5 de junio de 1995 y 2001, y por TVE en 2007. El programa es una adaptación del programa neerlandés Soundmixshow, creado por Joop van den Ende y Henny Huisman. Su presentador en la primera y más longeva época fue Bertín Osborne, mientras que la etapa en TVE la presentadora fue Sonia Ferrer.

## Mecánica
El programa constaba en cada temporada de varias fases, una primera fase de presentación de concursantes que competían por pasar a cuartos de final, una segunda fase de cuartos de final, una tercera fase de semifinales y una gran final de la que salía el ganador de la temporada. En cada programa se presentaban normalmente ocho concursantes. Cada uno de ellos imitaba en la voz y en el estilo a un cantante famoso, y a la vez era caracterizado por el equipo de maquillaje, peluquería y vestuario del programa para convertirse en una copia visual del cantante imitado.
Antes de su salida a escena, se presentaba a cada concursante vestido de calle y el presentador le hacía una breve entrevista para que el público le conociera mejor. Después, se hacía cruzar al concursante una puerta llena de humo que daba acceso al escenario, donde aparecía "mágicamente" ya caracterizado, mientras el presentador pronunciaba la frase: Señoras y señores, [nombre del concursante] será esta noche cantando en directo [nombre del artista imitado].
Al final de cada programa, cuatro de los concursantes por votación pasaban a la siguiente fase, salvo en la final donde había un tercer, un segundo y un primer premio, de cuantías económicas ascendentes. Al final del programa, presentador y concursantes interpretaban una sintonía que decía la estrofa "Dentro de ti hay una estrella, si lo deseas, brillará" (esta tradición sólo se siguió en los programas de Antena 3).

## Votación
En la etapa en Antena 3, la votación era realizada exclusivamente por un jurado de famosos, mientras que en la etapa en TVE esa votación se combinaba con televoto mediante llamadas y SMS para decidir el resultado. Para el uso del televoto, a diferencia de la etapa anterior sin televoto, en la etapa en TVE los programas se realizaban en directo (salvo las entrevistas a los concursantes).
En los primeros programas en Antena 3, el jurado estaba formado por tres miembros, dos de ellos fijos (Lauren Postigo y Carlos Tena) y un tercer invitado cambiante cada semana. Más adelante, la composición del jurado varió, cambiando el número de miembros y sus identidades según el programa y la fase del programa en que se encontrara. Miembros del jurado que solían repetir en el programa fueron el ya mencionado Carlos Tena, Martirio y Alaska, entre otros.
En la etapa en TVE, el jurado tuvo los mismos miembros semana a semana, que fueron Beatriz Pécker, Sergio y Estíbaliz, Marcos Llunas y Bruno Sokolowicz.

## Versiones infantiles
El programa contó con dos versiones infantiles, las dos exclusivas de la época en Antena 3: 

### Menudo show
Emitido entre septiembre de 1995 y agosto de 1996, en ella niños pequeños hacían playback de canciones conocidas caracterizados como los artistas que imitaban. Este programa fue presentado por Raquel Meroño y Diana Lázaro y su audiencia media fue de 2.745.000 y 26,7%.

### Menudas estrellas
Más longeva (1996-2002) y con un éxito similar a la versión de adultos, fue presentada por Bertín Osborne, y se diferenciaba de la anterior en que los niños cantaban con sus propias voces, igual que los adultos. En su última etapa, entre septiembre y noviembre de 2002, la presentación corrió a cargo de Alonso Caparrós.
| Edición                            | Fecha | Espectadores | Cuota de audiencia |
| ---------------------------------- | ----- | ------------ | ------------------ |
| Menudas estrellas: Primera edición | 1996  | 3.055.000    | 24,5%              |
| Menudas estrellas: Segunda edición | 1998  | 3.459.000    | 28,8%              |
| Menudas estrellas: Tercera edición | 1999  | 2.248.000    | 21,7%              |
| Menudas estrellas: Cuarta edición  | 2000  | 3.581.000    | 25,2%              |
| Menudas estrellas: Quinta edición  | 2001  | 3.095.000    | 21,2%              |
| Menudas estrellas: Sexta edición   | 2002  | 2.926.000    | 20,9%              |

## Concursantes ilustres
Del programa, tanto adulto como infantil, a lo largo de su historia, algunos de sus concursantes lograron establecer posteriormente carreras musicales de renombre. Algunos concursantes lanzados a la fama fueron como los cantantes David Civera, que imitaba a Enrique Iglesias, y Tamara; esta última salida de la versión infantil, que imitaba primero a Pocahontas y después a Laura Pausini; y el actor y cómico Paco Collado que imitaba a Joan Manuel Serrat.
En Menudas estrellas, la versión infantil, imitando a Chayanne, también participó en 1999 el actor y cantante Adrián Rodríguez, famoso por su aparición en series como Los Serrano, Física o química y Chiringuito de Pepe y otros programas como Pequeños gigantes y la cuarta edición de Tu cara me suena.
Entre 1999 y 2000, participó la actriz y cantante Elena Rivera conocida por su papel de Karina Saavedra en Cuéntame cómo pasó imitando a Paloma San Basilio. Más tarde en 2017 estuvo de invitada en la 14.ª gala de la quinta edición de Tu cara me suena imitando a Miley Cyrus. La cantante Ana Guerra que sería concursante de Operación Triunfo 2017 también participó en el programa en 2002, imitando a Tamara.
También en Menudo show participó la cantante Lorena Gómez que más tarde en 2006 ganó la quinta edición de Operación Triunfo y en 2016 la gala de Tu cara me suena: Elige al primero imitando a Beyoncé siendo así la primera concursante de la quinta edición de la misma y quedando en tercer lugar en la final.
- Daniel Zueras
- David Civera
- Lorena Gómez
- Elena Rivera
- Tamara
- Adrián Rodríguez
- Lara Álvarez
- Paco Collado
- Ana Guerra

## Audiencia media de todas las ediciones
Las audiencias del formato a lo largo de sus siete ediciones son:
| Edición                                | Fecha       | Cadena          | Espectadores | Cuota de audiencia |
| -------------------------------------- | ----------- | --------------- | ------------ | ------------------ |
| Lluvia de estrellas: Primera edición   | 1995        | Antena 3        | 3.400.000    | 27,4%              |
| Lluvia de estrellas: Segunda edición   | 1996        | Antena 3        | 5.160.000    | 35,6%              |
| Lluvia de estrellas: Tercera edición   | 1997        | Antena 3        | 3.752.000    | 28,7%              |
| Lluvia de estrellas: Cuarta edición    | 1998        | Antena 3        | 3.034.000    | 22,7%              |
| Lluvia de estrellas: Quinta edición    | 1999        | Antena 3        | 3.494.000    | 24,6%              |
| Lluvia de estrellas: Sexta edición     | 2001        | Antena 3        | 2.365.000    | 20,1%              |
| Lluvia de estrellas: Séptima edición   | 2007        | La 1            | 2.113.000    | 15,5%              |
| TOTAL PROGRAMA                         |             |                 |              |                    |
| Siete ediciones de Lluvia de estrellas | 1995 - 2007 | Antena 3 y La 1 | 3.331.000    | 25,2%              |